# Partita Alapin
La partita Alapin è un'apertura di gioco aperto degli scacchi, che prende il nome dal maestro russo Semën Zinov'evič Alapin (1856-1923), caratterizzata dalle mosse:
1. e4 e5
2. Ce2

## Analisi
Con questa mossa di cavallo il Bianco si prepara a sostenere un'eventuale avanzata dei pedoni f2 e/o d2. I difetti di questa apertura sono che il cavallo così posizionato va ad interferire con il normale sviluppo dell'alfiere di re del Bianco e chiude la diagonale anche alla donna.
Alcune idee del Bianco possono essere lo sviluppo dell'alfiere in fianchetto e, come detto, la spinta f4. In ogni caso il Nero potrà proseguire indisturbato lo sviluppo dei propri pezzi, ad esempio con 2…Cc6 o 2…Cf6, pertanto la partita Alapin è un impianto poco giocato a grandi livelli e, come molte aperture di gioco aperto scarsamente utilizzate, ha codice ECO C20.